# ベラ・ツインズ
ベラ・ツインズ（Bella Twins 、1983年11月21日 - ）は、ブリー・ベラ（Brie Bella 、本名:ブリアンナ・モニーク・ダニエルソン （Brianna Monique Danielson））（旧姓 : ガルシア=コレース （Garcia-Colace））とニッキー・ベラ（Nikki Bella 、本名:ステファニー・ニコール・ガルシア＝コレース（Stephanie Nicole Garcia-Colace））による双子女子プロレスラーのタッグチーム。

## 経歴
2007年9月にFCWに登場後、2008年からスマックダウン、ECW、ロウに登場している。当初はブリーのみが先行してシングルプレーヤーとして参戦していた。のちにニッキーもブリーと不正交代する役回りで登場し、それ以降ベラ・ツインズとして活動を開始している。NXTのシーズン3でジェイミーのプロとして登場。男性の王者に二人で言い寄って取り合ったり、喧嘩もするがすぐに仲直りをする等のアングルを繰り返して行っていたが、2012年5月、WWEから離脱。しかし、2013年3月、ローデス・スカラーズの仲間として復帰した。
9月にブリーがダニエル・ブライアンと婚約したことが発表されてから、自然とベビーターンを果たし、ディーバ王者であるAJ・リーと抗争を始める。
2014年4月、ブリーはダニエル・ブライアンとアリゾナ州セドナで結婚式をあげた。同年6月、ブライアンが上層部によってWWE・世界ヘビー級王座を明け渡さなければブリーが解雇されると言う条件を突き付けられた際、ブリーは自ら退団（これ自体はストーリー上のアングル）、さらにステファニー・マクマホンにビンタを食らわせる行動に出たことで、ステファニーは残ったニッキーを目の敵にし、ハンデ戦やヒールのディーヴァを使って暴行を加えるなど非道な扱いをした。それにより、抗争が激化。ブリーがサマースラムでステファニーと試合をすることになったが、ここでニッキーがブリーを裏切り一人だけヒールターンする。理由は、ブリーが自身を見捨てたことで不利な立場になったことや、子供の頃から自分だけ損をしていたということを語っている。
その後の抗争により、10月のヘル・イン・ア・セルにて、敗者が勝者の奴隷となる条件を付けて試合を行い、ニッキーが勝利。身の回りの世話や試合中の乱入などをブリーに行わせ、11月のサバイバー・シリーズにおいてAJ・リーの所持するディーヴァ王座にてニッキーが挑戦。ブリーがいきなりAJにキスをしたところでニッキーが不意打ちをくらわせ、そのまま勝利を収めたことで王座を獲得。ブリーも笑顔を浮かべていた。
2020年2月21日、WWE殿堂への殿堂入りが発表された。

## 主な技

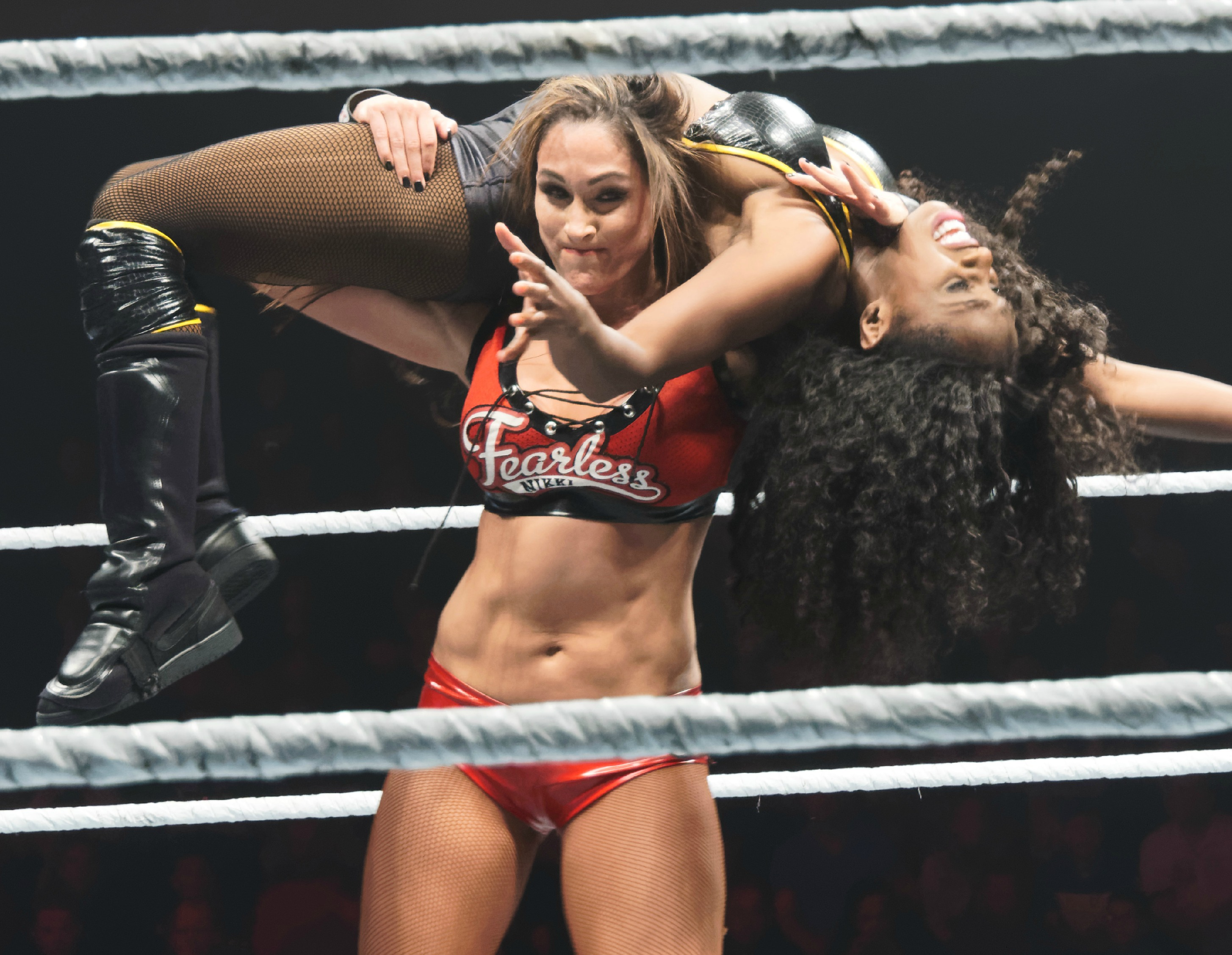
ラックアタック

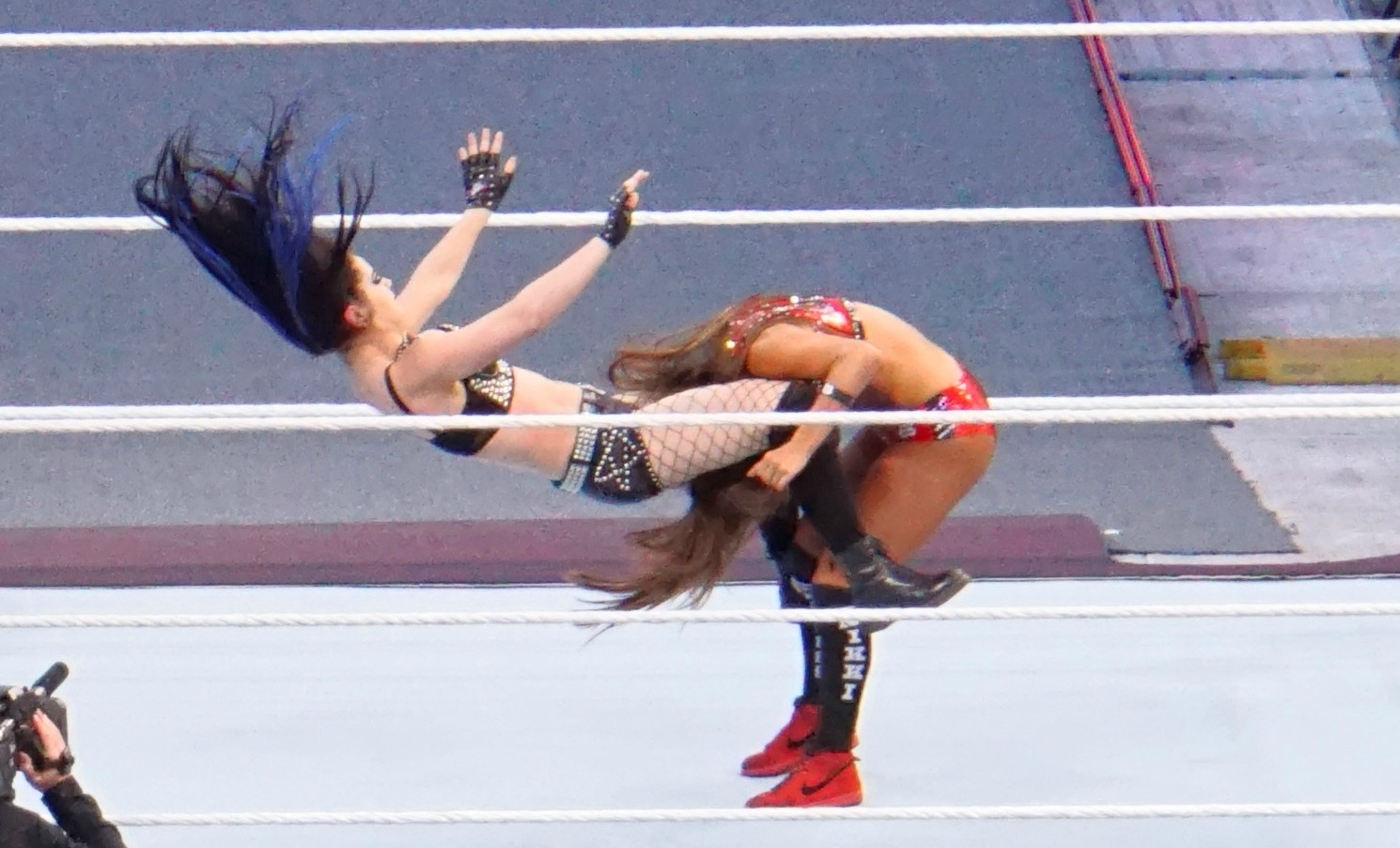
アラバマ・スラム

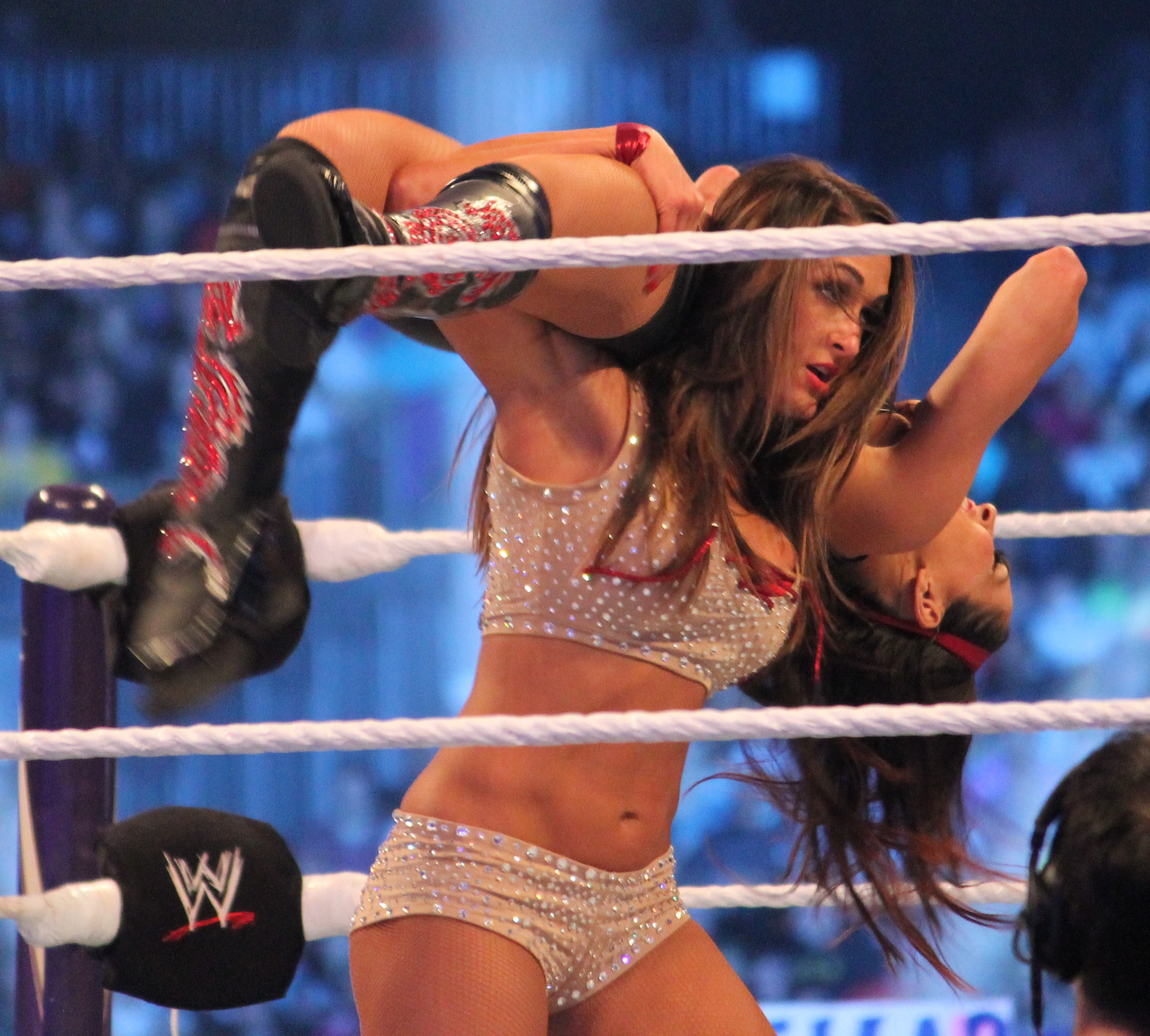
ラックアタック

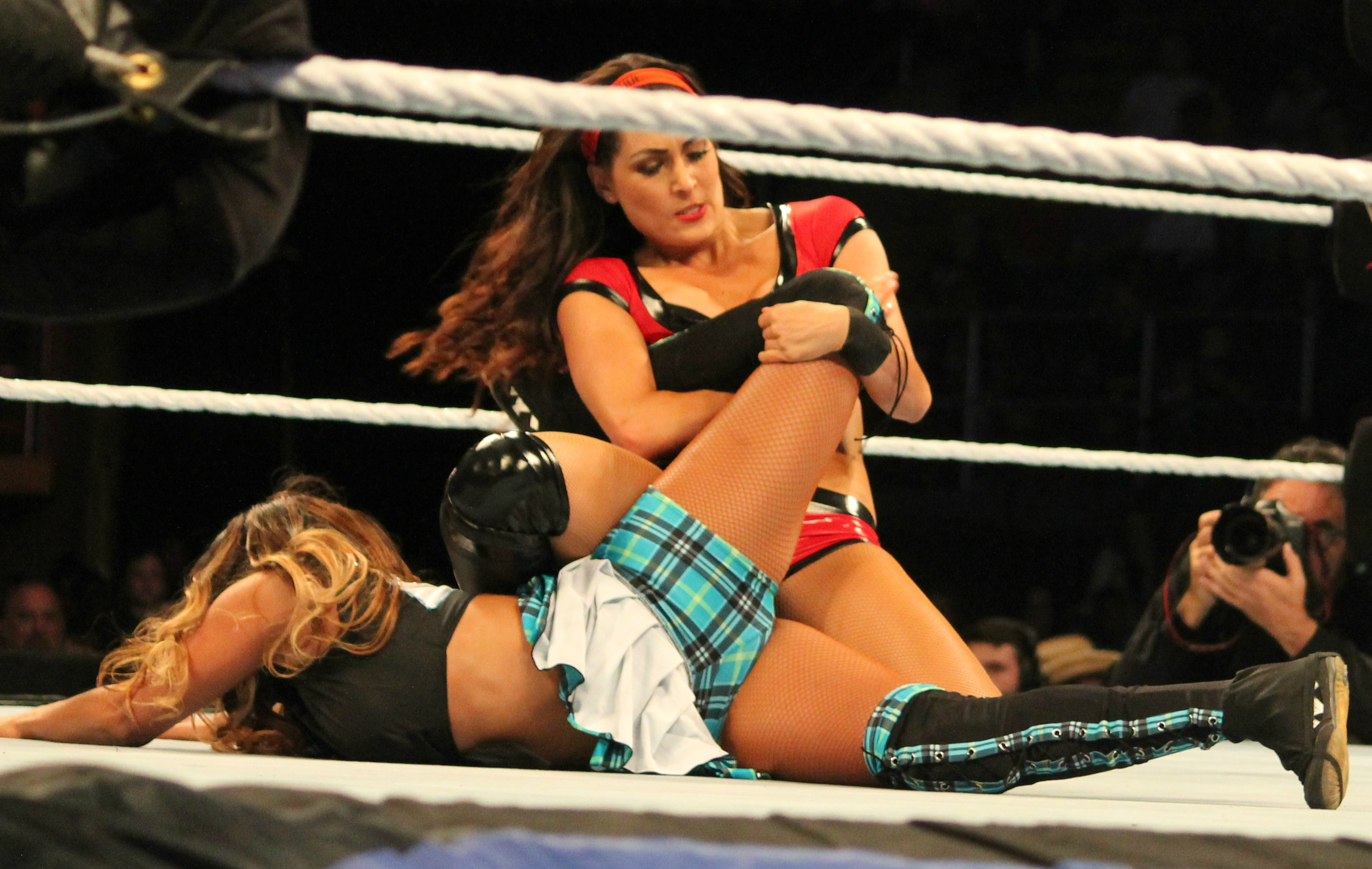
ハーフボストンクラブ

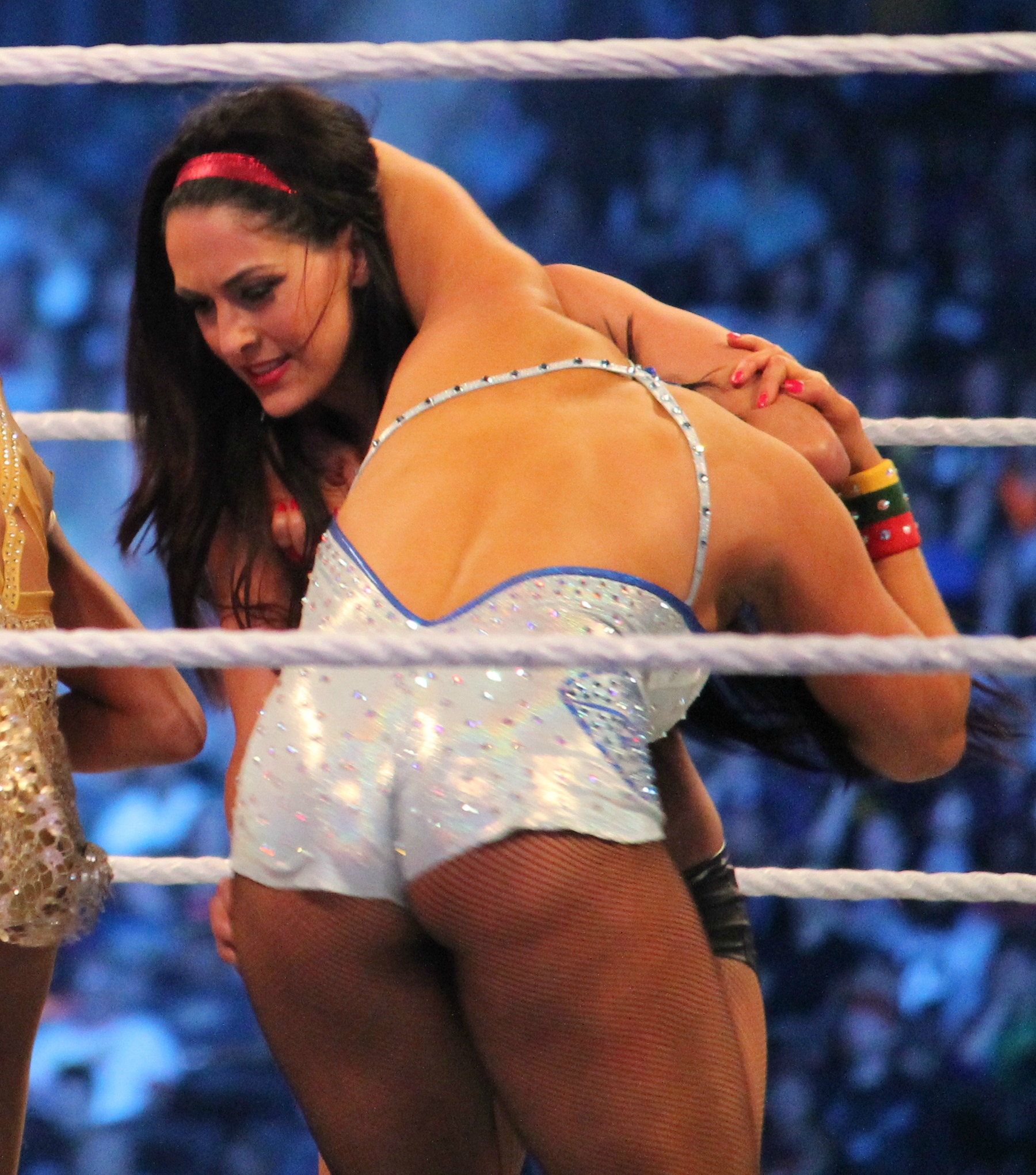
スナップスープレックス

- ブリー得意技

イエスロック
通常のクロスフェイスと異なり相手の片方の腕を自分の両足でハンマーロックで固めた状態で顔面を絞め上げる。

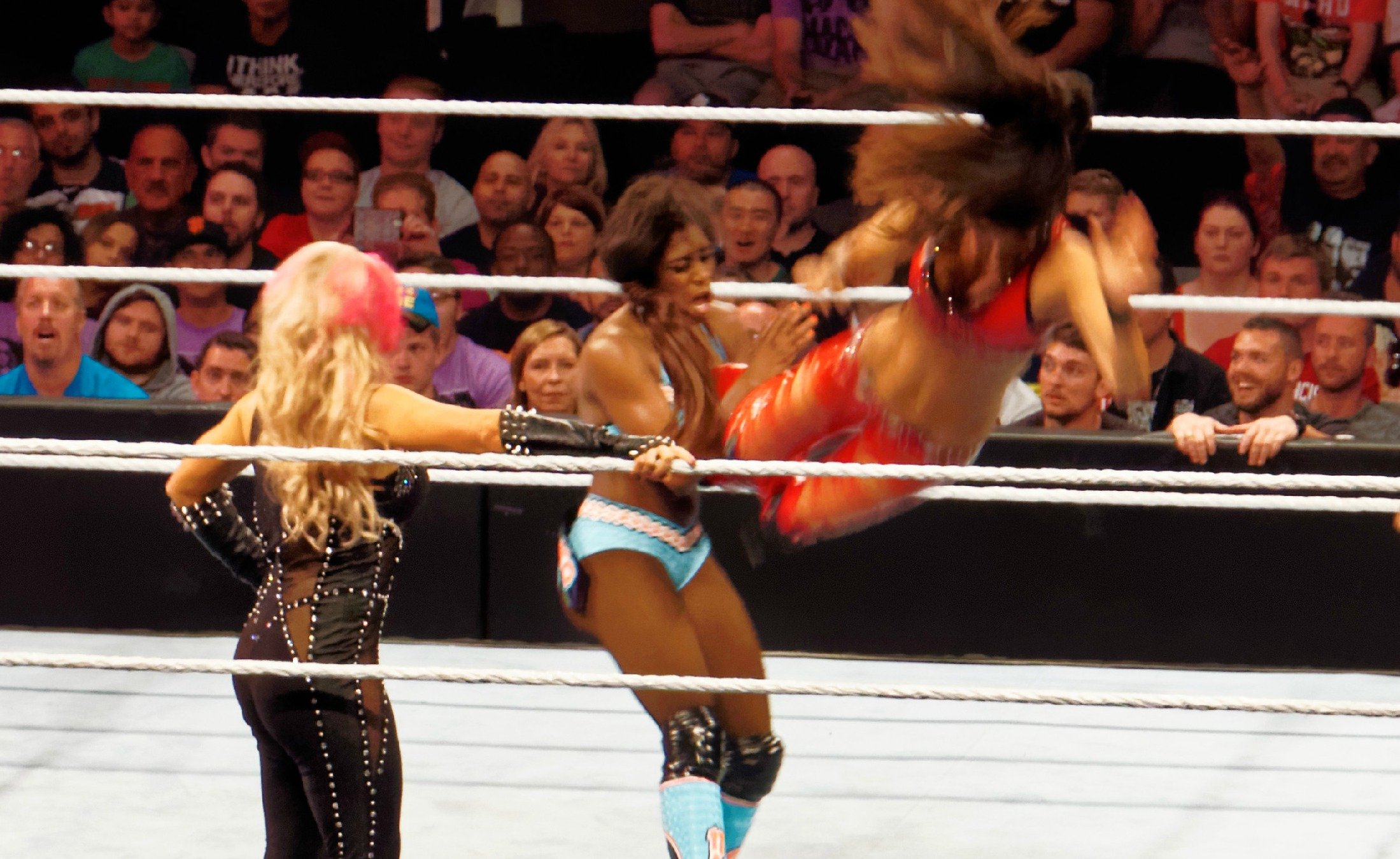
ブリーモード
ミサイルキック
ドロップキック
スナップスープレックス
ハーフ・ボストンクラブ
- ニッキー得意技

アラバマ・スラム
相手の股下に自らの頭を入れて持ち上げ、反動をつけて前方に投げ落とす高角度のスパイン・バスター
ラック・アタック
2013年からニッキーが使うようになったフィニッシャーで、通常と違い、敵を抱え上げた後急降下し、膝で着地することで背中に衝撃を与える。
ラック・アタック2.0
ファイヤーマンズキャリーカッター。
フィアレスロック
STFと同じ技。
ドロップキック
スパイン・バスター
スピアー
ベラ・バスター
ショーン・ウォルトマンのXファクターとほぼ同じ形のフェイスバスター。姉妹共通のフィニッシュホールドである。
ツイン・マジック
顔・体格・衣装が全く同じであることを活かした不正交代。姉妹の片方のみのシングル戦でも試みることが多い。成功した場合は形勢逆転して勝利を収めることが多いが、失敗した際は体勢を立て直すことが出来ずに敗れることがほとんど。日本語字幕では「双子の魔法」と訳されている。かつて参戦していたバシャム・ブラザーズもこの戦法を得意としていた。

## 入場曲
- You Can Look（But You Can't Touch）
- Beautiful Life : ブリ―が使用。

## タイトル歴
WWE
- WWE・ディーヴァズ王座：ブリーが1回、ニッキー2回獲得。
- WWE殿堂 : 2020年